# NGC 7685
NGC 7685 é uma galáxia espiral barrada (SBc) localizada na direcção da constelação de Pisces. Possui uma declinação de +03° 54' 06" e uma ascensão recta de 23 horas, 30 minutos e 33,3 segundos.
A galáxia NGC 7685 foi descoberta em 30 de Agosto de 1785 por William Herschel.